# Тайна моего мужа (роман)
«Тайна моего мужа» (англ. The Husband's Secret) — роман Лианы Мориарти, впервые опубликованный 30 июля 2013 года. В романе рассказывается история трёх женщин, чьи жизни неожиданно соединяются между собой после того, как одна из них раскрывает разрушительную тайну.

## Синопсис
Действие романа происходит в Сиднее, Австралия, где живёт Сесилия Фицпатрик, — счастливая замужняя женщина, мать троих детей, которая ведёт, казалось бы, идеальную жизнь. Тесс О’Лири — женщина, которая возвращается в Сидней со своим сыном после того, как её муж Уилл признается, что влюблён в её кузину и лучшую подругу — Фелисити. Сын Тесс и дети Сесилии учатся в той же школе, где бывший парень Тесс, Коннор Уитби, преподает физкультуру. Рэйчел Кроули, школьный секретарь, подозревает, что Коннор — человек, ответственный за нераскрытое убийство её дочери, которое все ещё преследует её почти три десятилетия спустя.
Затем однажды, когда муж Сесилии Иоанн-Поль отсутствует, она находит письмо от своего мужа, которое нужно вскрыть только в случае его смерти. Сесилия все равно открывает письмо, и разрушительный секрет, который она раскрывает, имеет огромные последствия для нее и других женщин.

## Критика
Роман был хорошо принят. Лия Гринблэтт из Entertainment Weekly дала роману «A-» рейтинг, описывая его как «острое, вдумчивое чтение». Publishers Weekly написал, что «„Тайна моего мужа“ — это одновременно и развлекательное, и заставляющее задуматься чтение. Мориарти в хорошем смысле бросает вызов, как своим героям, так и читателям».
Пэтти Руле из USA Today дала роман три с половиной звезды из четырех, отметив, что Мориарти «избегает неудачных тенденций в женской фантастике, чтобы сделать из мужчин плохих парней или дураков. Мужчины в книге полностью реализованы, вдумчивые и заботливые, такие же порочные и верные, как и женщины, которые их любят». Софи Ханна из The Guardian выбрала роман в качестве одного из своих «10 лучших страниц», добавив, что «это идеально развивающаяся тайна с прекрасным решением и потрясающе извилистой заключительной главой».
Роман вошел в списки бестселлеров The New York Times и USA Today.

## Экранизация
В сентябре 2013 года CBS Films приобрела права на экранизацию романа. В мае 2017 года было объявлено, что в фильме снимется Блейк Лайвли.